# Degaña
Degaña là một đô thị trong cộng đồng tự trị của Công quốc Asturias, Tây Ban Nha.

## Giáo khu
- Cerredo
- Degaña
- Tablado